# Józef Iwanowicz Niemirycz
Józef (Jesyp) Iwanowicz Niemirycz (Niemierzyc) herbu Klamry (zm. przed 15 czerwca 1600 roku) – sędzia ziemski kijowski w latach 1566–1598, dworzanin Zygmunta II Augusta, wyznawca prawosławia.
Poseł województwa kijowskiego na sejm 1570, 1576/1577 i 1582 roku.
Józef Niemirycz żonaty był z Zofią Skuminówną Tyszkiewiczówną, z którą miał syna Andrzeja Niemirycza (zm. 1610), pana na Czerniachowie i Przyborsku, który z wyznawcy obrządku wschodniego przeszedł na arianizm. Andrzej ożenił się z Maruszą Chrebtowicziwną. Miał z nią syna Stefana (zm. 1630), podkomorzego kijowskiego.

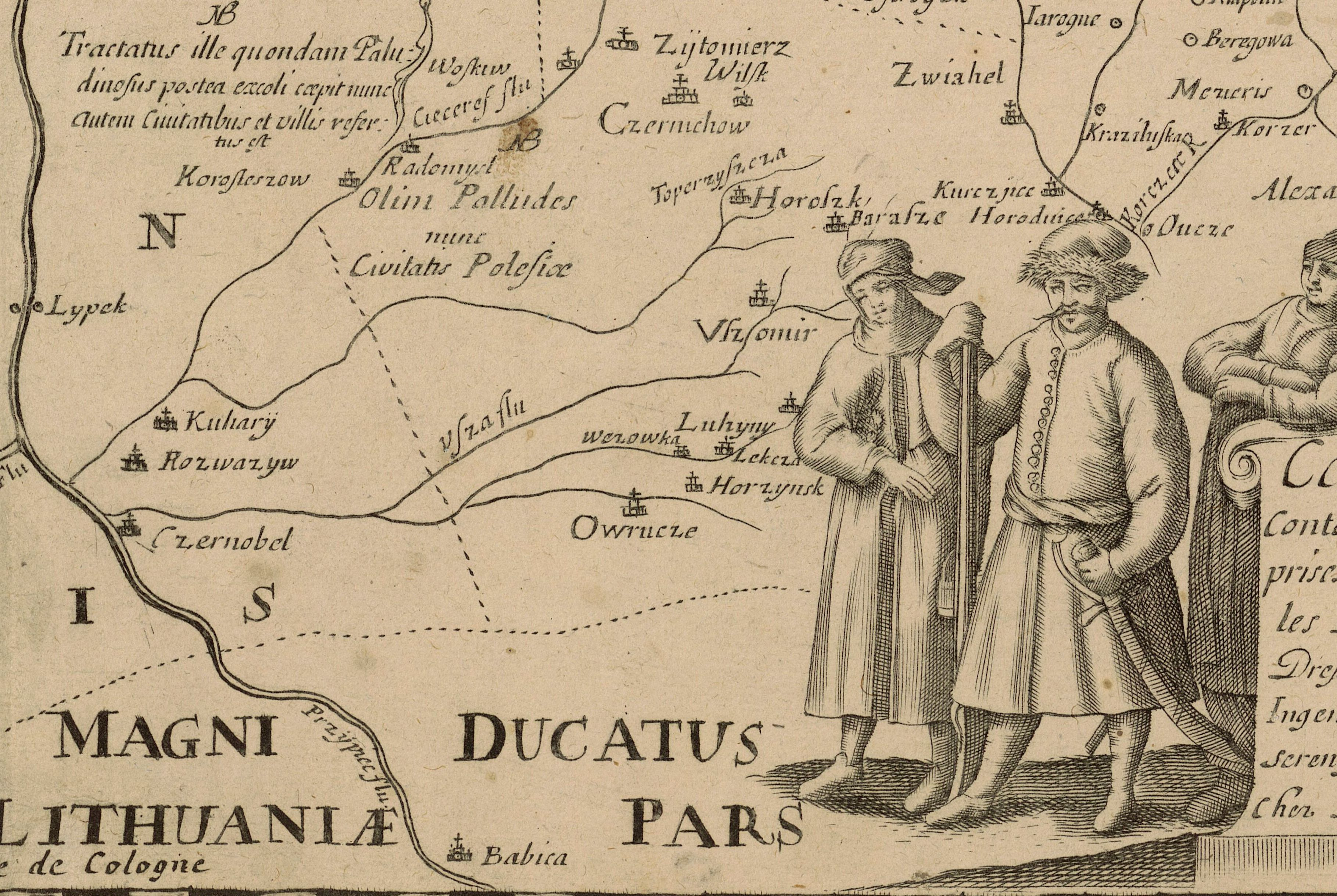
Czerniachów na mapie

## Drzewo
Józef Iwanowicz Niemirycz (zm. 1598) żonaty z Zofią Skuminówną Tyszkiewiczówną

|

Andrzej Niemirycz (zm. 1610) żonaty z Maruszą Chrebtowicziwną

|

Stefan Niemirycz (zm. 1630) żonaty z Marią z Wojnarowskich

|

Stefan Niemirycz (zm. 1684)

|

Władysław Niemirycz (zm. 1712)

|

Karol Józef Niemirycz.